# 荒瀧一斗
荒瀧一斗是米哈游開發的电子游戏《原神》中的虛構角色，角色於遊戲2021年更新的2.3版本中登場。他是遊戲中虛構國家稻妻中的鬼族青年，是虛構團體「荒瀧派」的首領。荒瀧一斗的角色設計參考了日本神話中赤鬼的形象，角色日語語音由日本著名歌手西川貴教配音。角色的鬼族特徵和輪廓分明的腹肌等外觀設計、支線劇情和活動故事的演繹受到評論員和玩家的歡迎。

## 創作與設計
米哈遊最早在2021年10月11日發佈新角色荒瀧一斗，並釋出其角色立繪，此前荒瀧一斗在主線劇情中並未出場，玩家僅通過遊戲內隱藏文本（小吃店公告牌、角色語音等）瞭解到荒瀧一斗的存在。在遊戲2.3版本前瞻直播節目中，米哈遊首次公佈荒瀧一斗的配音員、角色玩法介紹；12月8日釋出角色預告片；12月12日釋出角色戰鬥玩法演示預告。米哈遊還為荒瀧一斗準備了專屬武器「赤角石潰杵」。
在角色設計上，荒瀧一斗手持一柄巨大的帶刺棒槌，額頭上有一對紅色鬼角，臉上則繪有歌舞伎風格的紅色妝容。在日本神話中，赤鬼往往與極端的激情、野性和殘忍有關；在角色設定上，荒瀧一斗也常被稻妻居民描述為卑鄙專橫、好勝心強的不良分子，但實際上荒瀧一斗的劇情表現則更加孩子氣。在日本傳統中，孩子們會在冬春的節分向鬼的扮演著丟擲豆子，以此來驅鬼驅邪；荒瀧一斗也繼承了這個設定，他對豆子和豆製品（如豆腐）過敏。
荒瀧一斗的日語配音員為西川貴教，他同時也是日本著名歌手，以音樂團隊T.M.Revolution聞名。荒瀧一斗的英語配音為馬克斯·邁特爾曼，他同時也是《女神異聞錄5》坂本龍司的配音員。荒瀧一斗的華語配音為劉照坤，韓語配音為宋埈碩。

## 作品中表現

### 角色故事
荒瀧一斗是稻妻「荒瀧派」的首領，也是稻妻現如今活躍在世人面前的唯一的鬼族青年。久岐忍是他的副手。狂放豪邁，熱愛打賭和玩樂。常常給自己發明一些狂妄自大的頭銜，格式為「荒瀧××××一斗」，例如「荒瀧天下獨尊一斗」之類。
在稻妻「眼狩令」時期，荒瀧一斗的神之眼被九條裟羅收繳，之後荒瀧一斗多次釋出復仇宣告，被九條裟羅拒絕。眼狩令解除後，一斗仍不忘向九條裟羅提出決鬥。
在天牛之章·第一幕「赤金魂」中，一斗發現青鬼一族的後人在稻妻城內搶劫、綁架，決定明面上頂替青鬼的罪名，並暗中調查此事。發現青鬼後人卓也後，一斗跟著卓也來到了卓也的據點，釋放了被關押的平民，一斗勸說卓也不要忘記鬼族的驕傲、也不要放棄生命，最後兩人都被逮捕。

### 角色玩法
荒瀧一斗是五星岩元素雙手劍角色。荒瀧一斗的元素戰技可以投擲荒瀧派編外成員小赤牛「阿丑」。荒瀧一斗的元素爆發將使其進入強化狀態「怒目鬼王」，武器也會變為「鬼王金碎棒」。
在遊戲3.4版本的活動「荒瀧極意堂堂鬥蟲大試合」中，玩家可以參與由荒瀧一斗組織的鬥蟲比賽，通過遊戲內玩法「鬥蟲」決出勝負。

## 反響與評價

### 外觀設計
Pocket Tactics編輯蒂莉·勞頓稱讚荒瀧一斗的角色設計讓玩家著迷。一斗是荒瀧派愚蠢得可愛的首領，也是稻妻瀕臨滅亡的鬼族血脈的後人；作為當前最高的可玩角色之一，荒瀧一斗有著狂野的鬃毛、獠牙、鬼角、洗衣板般的腹肌。Game Rant評論員娜赫達·娜比拉評價荒瀧一斗的外觀設計繼承了日本妖怪的特質，包括奇特的紅色鬼角，一直延伸到背上的白髮和紅色挑染，輪廓分明的腹肌，掛在脖子上尖刺項圈上的神之眼，臀部的鬼族面具，這一切營造出一種不同尋常的「令人敬畏的氣氛」。
Polygon評論員安娜·迪亞茲批評荒瀧一斗纖細的手臂與其輪廓分明的腹肌、巨大的棒槌格格不入。後來米哈遊在於3.0版本推出的新角色艾爾海森、新非玩家角色身上都增強了手臂的線條，反而使得荒瀧一斗的設計更加令人遺憾。

### 角色塑造
Siliconera編輯長珍妮·拉達稱讚荒瀧一斗的支線故事「赤金魂」是《原神》寫得最好的支線故事之一。在故事的開始，玩家從冒險家協會的委託瞭解到荒瀧一斗被通緝，玩家需要從稻妻本地人中打聽關於一斗下落的資訊，這種敘事手段非常有效，引導玩家從不同角色的隻言片語中拼湊出角色的情報，也為自然引出民間的傳說故事提供機會。在萬端珊瑚偵探社，玩家瞭解到赤鬼和青鬼的傳說故事，既鋪陳了荒瀧一斗的價值觀和行事動機，也預示了潛在的危機和後續發展。在玩家找到一斗之後，《原神》選擇了不常用的敘事手法，讓主角旅行者跟隨一斗，與其同行，讓故事的主動權轉移到一斗身上。主角作為觀察者和協助者並沒有包辦一切、拯救一切，玩家通過觀察一斗面對危機的反應來更好地瞭解他的能力以及與其他人的關係，正因如此，荒瀧一斗的角色形象更加突出。據Dexerto編輯詹姆斯·巴斯比報道，「赤金魂」故事也受到了玩家的稱讚。荒瀧一斗的頑皮、率真、熱情的性格，引人入勝的對話和情節，角色發展的弧光，都受到玩家的讚賞。

### 角色配音
荒瀧一斗的日語配音員西川貴教在接受訪談時表示，在他看來，荒瀧一斗是一個力負一切但內心纖細的很有魅力的人，為親友著想、珍視羈絆，與他有許多相似之處。荒瀧一斗的英語配音員馬克斯·邁特爾曼因為在《女神異聞錄5》中為坂本龍司配音而聞名。他在扎克·阿圭勒（《原神》主角空的配音員）主持的直播節目中表示，他最初擔心玩家會不滿一斗的聲線聽起來太像《女神異聞錄5》中的坂本龍司，但玩家最終反而以此很高興，讓他感到意外和釋然。
Polygon評論員安娜·迪亞茲讚揚荒瀧一斗在《原神》2.6版本活動劇情「堇庭華彩」中的表現，荒瀧一斗英語配音員馬克斯·邁特爾曼的即興表演讓角色變得栩栩如生。最初一斗對稻妻節日慶典中的志願服務沒有興趣，但當聽到可以贏得限量版雞尾酒時，一斗開始退縮，「Thoma, my bro, my guy, my dude, maybe I didn’t explain properly（托馬，我的兄弟、我的夥計、我的朋友，或許我沒說清楚）」，然後詢問更多有關如何獲得雞尾酒的資訊。最終贏得雞尾酒後，荒瀧一斗發現雞尾酒中有豆子成分，對豆子過敏的他胃痛倒地，整段故事的演繹引人發笑。

### 玩法設計
Pocket Tactics、Game Rant、PC Gamer、雅虎新聞都稱讚荒瀧一斗的角色戰鬥能力，不管是對抗頭目還是普通敵人都很出色。荒瀧一斗具有很高的基礎暴擊率、可以通過「嘲諷」吸引敵方火力，強化狀態「怒目鬼王」對敵方造成的傷害也十分可觀。Game Rant評論員哈伊鲁丁·克爾季奇表示荒瀧一斗的大招的戰鬥風格與雷澤相似，強化狀態切換到後臺即消失，所以玩家需要提前開啟所有增益效果後再施放一斗的大招。克爾季奇還提到玩家對岩元素角色的戰鬥強度存在疑慮，這是因為相比岩元素，冰、火元素的角色可以通過「元素反應」的方式提高攻擊傷害，故岩元素的角色往往要有比冰、火元素角色多50%的攻擊傷害，才能與其競爭。雅虎新聞評論員Yan Ku表示當荒瀧一斗的普通攻擊和小技能都可以積攢增益效果，使得角色既不會消耗體力，也更不容易被打斷。相比於其他岩元素角色，荒瀧一斗玩法更加簡單無腦，適合選擇輕快戰鬥的玩家。

### 文化影響
荒瀧一斗受到玩家的歡迎。米哈遊釋出荒瀧一斗的角色立繪後，立即引發了玩家的熱烈討論，玩家將其與鍾離等《原神》中的其他角色相比較；角色立繪在Twitter上的轉發量在數小時內就突破10萬次，當日轉發量突破16萬次、按贊數突破37萬次。除了「荒瀧一斗」詞條外，同樣衝上Twitter趨勢的還有玩家對一斗親暱的愛稱「daddy（老爸）」。Kotaku評論員姜思琪表示，相比於《原神》先前釋出的眾多美少年可玩角色，肌肉線條更突出的強壯動漫角色在《原神》中十分少見，在玩家中呼聲很高，玩家將其與《鬼滅之刃》中的京十郎煉石、手遊《陰陽師》中的茨木童子等強壯的角色相比較。玩家也對荒瀧一斗由誰來配音感到好奇，引發玩家預測，一些玩家猜測其日語配音員為杉田智和、諏訪部順一或小野大輔，他們都曾為《JoJo的奇妙冒險》中的角色配音。
據PCGamesN、Game Rant報道，遊戲3.3版本流浪者和荒瀧一斗的卡池首日營收超379萬美元，首周營收超1743萬美元，雖然其中荒瀧一斗的貢獻僅佔約8%。玩家通過角色扮裝、繪製二次創作圖畫和影片等方式表達對荒瀧一斗的喜愛。據Game Rant報道，馬來西亞一餐館還為擁有荒瀧一斗的《原神》玩家推出免費套餐，僅需下單時向店員出示手機遊戲介面即可免單。
因為荒瀧一斗在角色立繪上手持的武器「鬼王金碎棒」顏色和外觀與巧克力脆皮雪糕相似，有玩家將立繪中的武器修圖成雪糕，製成網路迷因。後來在2021年12月，雪糕品牌「随变」宣佈联动《原神》荒瀧一斗，推出聯名巧克力脆皮雪糕，呼應先前的網路迷因。

## 外部連結
- YouTube上的《原神》荒泷一斗角色PV——「就该这么演！」
- YouTube上的《原神》角色演示-「荒泷一斗：堂堂参上！」
- YouTube上的《原神》拾枝杂谈-「荒泷一斗：怪力乱神」
- YouTube上的《原神》活动过场动画-「荒泷生命摇滚堇瓜飞行大合唱」